# Haliplus mucronatus
Haliplus mucronatus ist ein Käfer aus der Familie der Wassertreter (Haliplidae). 

## Merkmale
Die Käfer erreichen eine Körperlänge von 4 bis 4,3 Millimetern. Ihr Körper ist einfarbig rostrot gefärbt, oberseits glänzend und grob punktförmig strukturiert. Die Deckflügel besitzen kräftige Punktreihen, die Zwischenräume sind mit feinen Punkten versehen. Auch die Epipleuren tragen eine Reihe von groben Punkten. Der Kopf der Tiere ist groß und deutlich breiter als die halbe Halsschildbasis. Der Halsschild besitzt basal keine Längsstrichel und hat leicht gerundete Seiten. 

## Vorkommen und Lebensweise
Die Art ist vor allem mediterran von Portugal bis Dalmatien und Griechenland und in Nordafrika verbreitet. Sie kommt jedoch auch in Westeuropa, in Frankreich, dem Westen der Schweiz, Österreich, Belgien, den Niederlanden, Deutschland und in England vor. Die Tiere leben in sauberen, stehenden und langsam fließenden Gewässern.